# Alcis aeglophanes
Alcis aeglophanes är en fjärilsart som beskrevs av Louis Beethoven Prout 1926. Alcis aeglophanes ingår i släktet Alcis och familjen mätare. Inga underarter finns listade i Catalogue of Life.